# Complexo Industrial de Rjukan-Notodden, na região de Telemark
O Complexo Industrial de Rjukan-Notodden é um local classificado como Patrimônio Mundial da UNESCO, localizado em Telemark, Noruega criado a fim de proteger a paisagem industrial em volta do Lago Heddalsvatnet. A paisagem é centrada na planta industrial construído pela Norsk Hydro para a produção de fertilizantes no nitrogênio atmosférico. O complexo também inclui usinas hidrelétricas, sistemas de transporte com ferrovias, linhas de transmissão e fábricas, além de acomodações dos trabalhadores e instituições sociais nas cidades de Notodden e Rjukan.

## História
Na década de 1900 a Noruega experimentou um rápido desenvolvimento industrial graças a disponibilidade de energia hidrelétrica barata. Kristian Birkeland desenvolveu um método de extração de nitrogênio do ar, o que, após uma tentativa inicial em Notodden em 1907, parecia superior às outras tecnologias para produção de fertilizantes. Norsk Hydro foi fundada em 1905, na região de Telemark, uma área agrícola subdesenvolvida e despovoada. Para produzir fertilizantes, seria essencial a construção de fábricas, usinas de energia, infraestrutura para os trabalhadores, bem como construções a fim de facilitar o transporte da produção. Os fertilizantes, o salitre artificial, acabava de ultrapassar o salitre chileno, como o fertilizante mais utilizado.
No início da construção, em 1907, a energia era provida pela Hidrelétrica Svelgfoss, ainda em atividade e que, na época, era a maior da Europa e segunda maior do mundo. Mais duas usinas foram construídas; Vemork, uma delas, chegou a ser a maior do mundo. A construção original da usina foi destruída, durante a Segunda Guerra Mundial, mas a usina ainda está em atividade. A usina de Såheim, começou a transformar energia em 1915 e ainda funciona.
Em 1925, cerca de 80% de todas as moradias em Rjukan (1230 no total) eram controladas pela Norsk Hydro.

## UNESCO
A UNESCO inscreveu o Complexo Industrial de Rjukan-Notodden como Patrimônio Mundial por "manifestar uma combinação excepcional de áreas industriais associadas à uma paisagem natural. É um exemplo da nova indústria global no começo do Século XX"